# Cecilia Paulina
Cecilia Paulina (en latín, Caecilia Paulina; fallecida en 235/236) fue una emperatriz romana, esposa del emperador Maximino el Tracio, quien gobernó entre el año 235 y 238.

## Nombre
Su nombre completo, Diva Caecilia Paulina Pia Augusta, se conserva en una inscripción procedente de Atina en el Lacio:

Divae / Caeciliae / Paulinae / Piae Aug(ustae)

En las monedas se la llama simplemente «Diva Paulina», pero no fueron acuñadas durante su vida, sino algún tiempo después, posiblemente después de ser deificada. No hay esculturas realistas de ella.

## Vida
Casi nada se sabe de su vida. Los escritores de la antigüedad nunca la mencionan por su nombre. El historiador del siglo IV Amiano Marcelino escribió sobre Paulina en su libro sobre los Gordianos, pero esto se ha perdido. En un pasaje posterior, Marcelino se refiere a la emperatriz como la buena esposa del truculento Maximino quien intentó «guiarlo de nuevo hacia los senderos de la verdad y la misericordia, a través de la gentileza femenina».
Tuvo un hijo, Gayo Julio Vero Máximo, quien fue nombrado César por su padre, pero ambos hombres fueron asesinados por los soldados en mayo de 238.
Paulina probablemente murió alrededor de finales del año 235 o principios de 236. La ciudad de Anazarba en Cilicia acuñó monedas con el nombre de «Thea Paulina» (la traducción griega de «Diva Paulina»), y las dataron en el año 254 de la era de esa ciudad que equivale a 235/236 del calendario moderno. El hecho de que Paulina reciba el apelativo de divina significa que estaba muerta cuando las monedas se produjeron.
Juan Zonaras señala que Maximino había ejecutado a su esposa pero esa afirmación carece de pruebas, de hecho es bastante improbable si ella fue deificada por su marido.